# شاه‌پسندیان
شاه‌پسندیان(انگلیسی: Verbenaceae) یک تیره از گیاهان گلدار مناطق گرمسیر است. بسیاری از این خانواده ترکیبات آروماتیک دارند.